# بروکس (آلاباما)
بروکس (به انگلیسی: Brooks) یک منطقهٔ مسکونی در ایالات متحده آمریکا است که در شهرستان کاوینگتون، آلاباما واقع شده‌است. بروکس ۱۰۳٫۹۴ متر بالاتر از سطح دریا قرار دارد.